# ミニチュアパーク

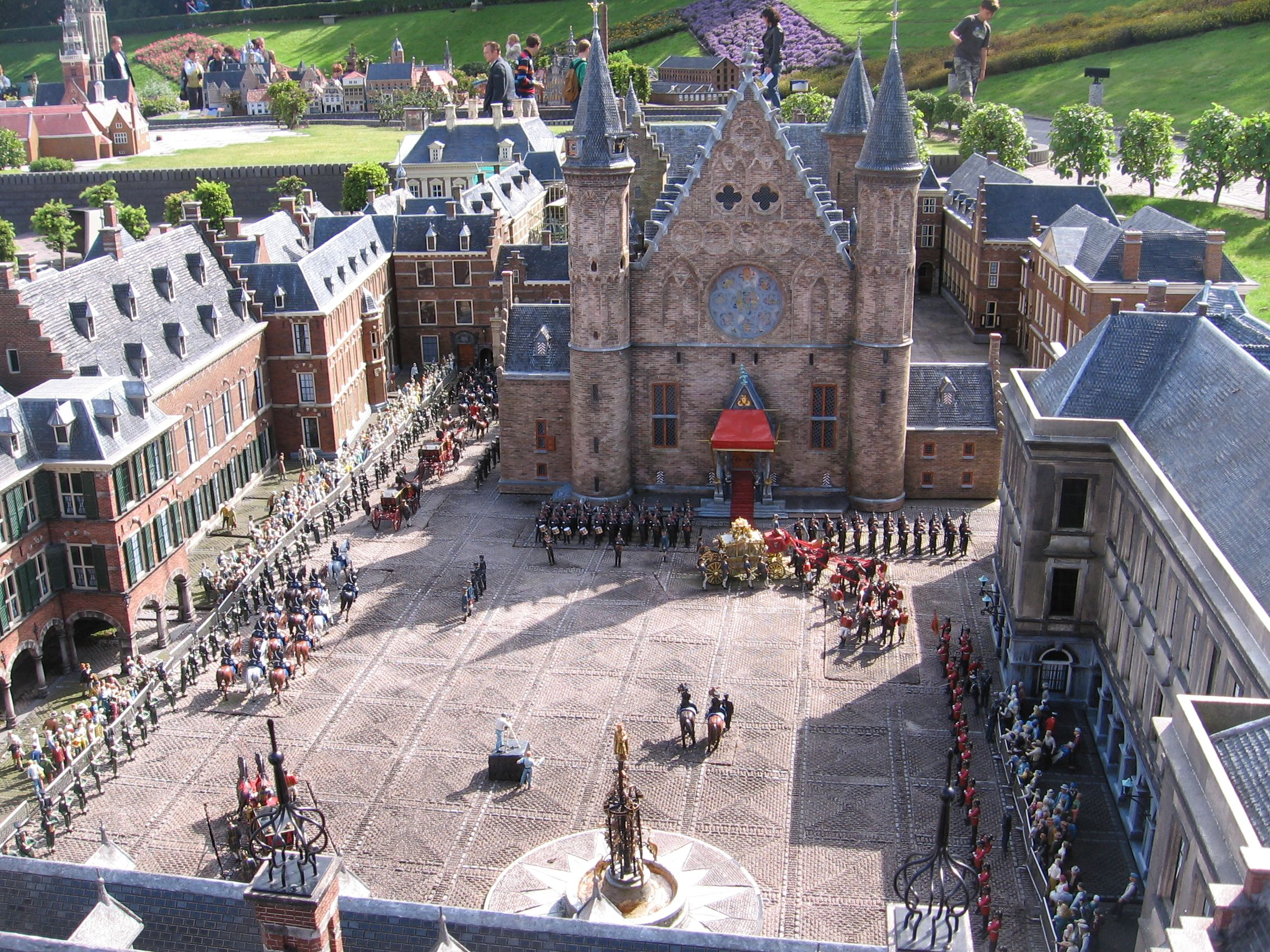
オランダの「マドローダム」の市街ミニチュア

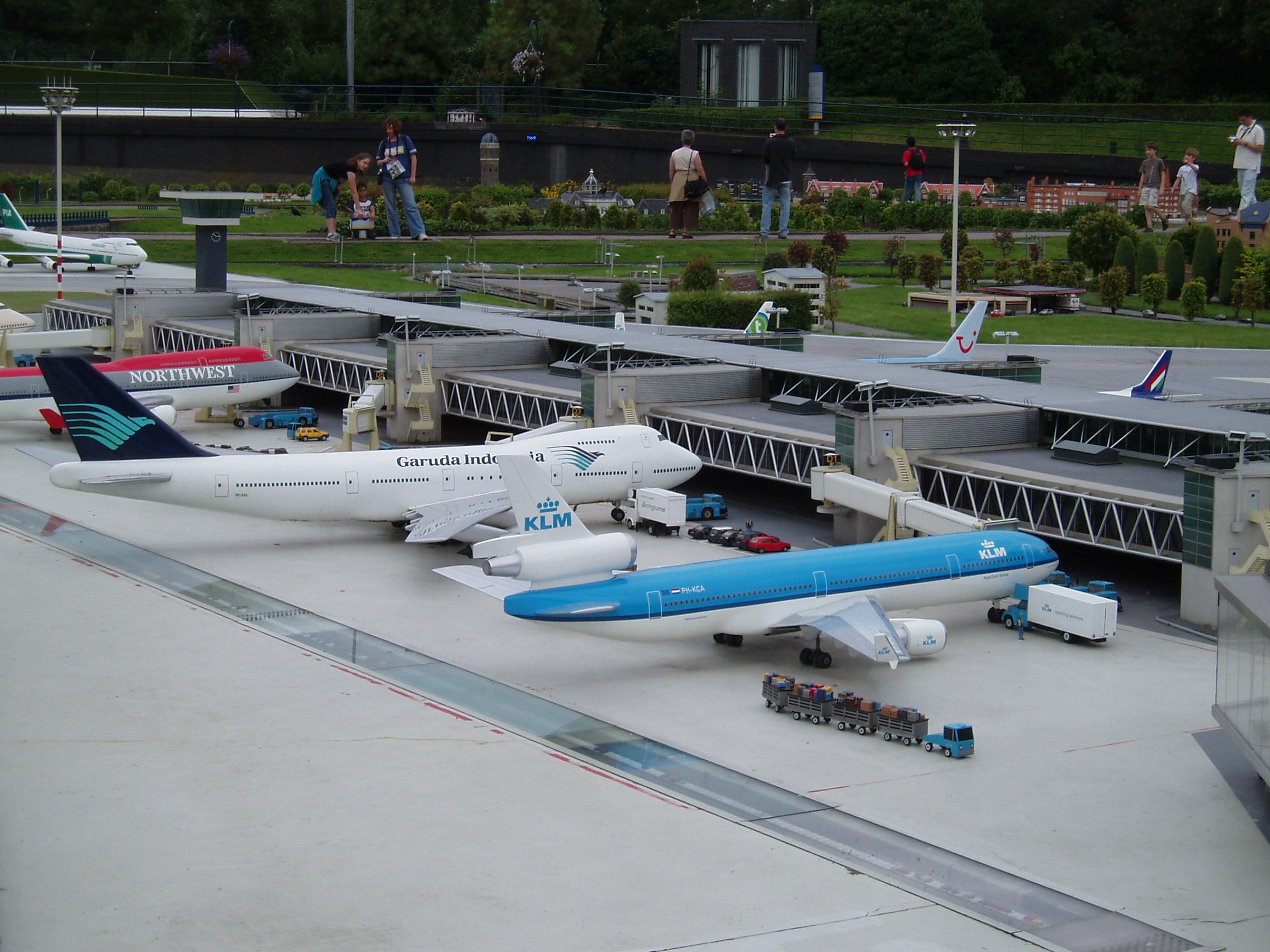
オランダの「マドローダム」の空港のミニチュア

ミニチュアパーク（Miniature park）は、実寸よりも小さく作った建造物を集めた公園のことである。特に実在する街並みを再現したものや架空の街並みを形成したものを指して、ミニチュアタウンないしミニチュアビレッジと呼ぶこともある。

## 概要
主として実在の著名な建造物を再現し、一箇所に集めることで歴史や文化を学習する場を提供することを目的としており、野外博物館の一種と言える。再現された建造物の中にはオリジナルが災害や人為的な破壊、経年劣化により現存しなくなる場合もあり、そうした場合にミニチュアで再現された建造物が在りし日の姿を留める貴重な資料となる事例も見られる。
ミニチュアパークの起こりは19世紀後半のヨーロッパと言われ、主に博覧会の展示物として街並みや著名な建造物を再現する期間限定のものが多かったが1930年代にイギリスで現存する世界最古の常設展示型ミニチュアパークであるベコンスコット・モデルビレッジが開園、1952年にはオランダを代表する観光名所となっているマドローダムが開園している。
ミニチュアパークの国際的組織として国際ミニチュアパーク協会（IAMP）が存在するが、会員施設はカナダの1施設を除いてほとんどがヨーロッパに偏在しておりアジア・オセアニア・アフリカ・ラテンアメリカ及びアメリカ合衆国のミニチュアパークは加盟していない。

### 展示物の縮尺
ヨーロッパやアジアの施設ではオリジナルとの実寸比25分の1が標準的な縮尺となっているのに対し、北アメリカでは主として実寸比12分の1が採用されている。大きなものでは、イギリスのウィンボーン・モデルタウンが実寸比9分の1である。

## 主なミニチュアパーク
アジア
- 日本
  - 淡路ワールドパークONOKORO(1/25)
  - 東武ワールドスクウェア(1/25)
  - 弘前城追手門広場ミニチュア建造物群(1/10)
  - ミニチュアミュージアム　SMALL WORLDS
- 中国
  - 北京世界公園
- 台湾
  - 小人国主題楽園(1/25)
- インドネシア
  - タマン・ミニインドネシア公園
- イスラエル
  - ミニ・イスラエル

ヨーロッパ
- イギリス
  - ベコンスコット・モデルビレッジ
  - ウィンボーン・モデルタウン
- ドイツ
  - ミニチュアワンダーランド
- フランス
  - フランス・ミニチュア
- オランダ
  - マドローダム
- ベルギー
  - ミニヨーロッパ
- スペイン
  - プエブロ・チコ

アフリカ
- 南アフリカ
  - サンタラマ・ミニランド

南北アメリカ
- アメリカ合衆国
  - タイニー・タウン

オセアニア
- オーストラリア
  - コッキントン・グリーン